# 1re étape du Tour de France 1914
Pour un article plus général, voir Tour de France 1914.
La 1re étape du Tour de France 1914 s'est déroulée le dimanche 28 juin.
Les coureurs s'élancent depuis le pont de Saint-Cloud à Paris et rejoignent Le Havre en Seine-Inférieure, au terme d'un parcours de 388 kilomètres.
L'étape est remportée par le coureur belge Philippe Thys, qui prend également la tête du classement général.

## Déroulement de la course
Les coureurs s'élancent depuis le pont de Saint-Cloud, après un défilé depuis le vélodrome du Parc des Princes où se sont tenues les opérations de contrôle. Le départ est donné à 3 h du matin. La première étape, qui conduit les coureurs jusqu'au Havre, est peu animée. Ce n'est qu'après avoir rejoint les côtes de la Manche, aux environs de Dieppe, que le peloton s'agite. L'étape provoque une hécatombe chez les coureurs isolés qui sont nombreux à faire preuve de malchance, souvent victimes de crevaisons, mais encore d'une chute provoquée par un motocycliste, comme c'est le cas du coureur stéphanois Joanny Panel. À l'arrivée au Havre, un peloton de favoris se dispute la victoire au sprint, remporté par le tenant du titre Philippe Thys. Quelques leaders sont retardés, à l'image de Lucien Petit-Breton et François Faber, qui concèdent près de six minutes en raison d'une crevaison.

## Classements

### Classement de l'étape
| \| Classement de l'étape \| Classement de l'étape \| Classement de l'étape \| Classement de l'étape \| Classement de l'étape \| \| Coureur \| Coureur \| Pays \| Équipe \| Temps \| \| --------------------- \| --------------------- \| --------------------- \| ----------------------- \| --------------------- \| \| 1er \| Philippe Thys \| Belgique \| Peugeot-Wolber \| 13 h 18 min 28 s \| \| 2e \| Jean Rossius \| Belgique \| Alcyon-Soly \| + 0 s \| \| 3e \| Gustave Garrigou \| France \| Peugeot-Wolber \| + 0 s \| \| 4e \| Costante Girardengo \| Italie \| Maino-Dunlop \| + 0 s \| \| 5e \| Louis Mottiat \| Belgique \| Alcyon-Soly \| + 0 s \| \| 6e \| Paul Deman \| Belgique \| Alcyon-Soly \| + 0 s \| \| 7e \| Henri Pélissier \| France \| Peugeot-Wolber \| + 0 s \| \| 8e \| Émile Georget \| France \| Peugeot-Wolber \| + 0 s \| \| 9e \| Octave Lapize \| France \| La Française-Hutchinson \| + 0 s \| \| 10e \| Dieudonné Gauthy \| Belgique \| Alcyon-Soly \| + 0 s \| |                     |          |                         |                  |
| |                     |          |                         |                  |
| |                     |          |                         |                  |
| Classement de l'étape |                     |          |                         |                  |
| Coureur | Coureur             | Pays     | Équipe                  | Temps            |
| 1er | Philippe Thys       | Belgique | Peugeot-Wolber          | 13 h 18 min 28 s |
| 2e | Jean Rossius        | Belgique | Alcyon-Soly             | + 0 s            |
| 3e | Gustave Garrigou    | France   | Peugeot-Wolber          | + 0 s            |
| 4e | Costante Girardengo | Italie   | Maino-Dunlop            | + 0 s            |
| 5e | Louis Mottiat       | Belgique | Alcyon-Soly             | + 0 s            |
| 6e | Paul Deman          | Belgique | Alcyon-Soly             | + 0 s            |
| 7e | Henri Pélissier     | France   | Peugeot-Wolber          | + 0 s            |
| 8e | Émile Georget       | France   | Peugeot-Wolber          | + 0 s            |
| 9e | Octave Lapize       | France   | La Française-Hutchinson | + 0 s            |
| 10e | Dieudonné Gauthy    | Belgique | Alcyon-Soly             | + 0 s            |

### Classement général à l'issue de l'étape
| \| Classement général \| Classement général \| Classement général \| Classement général \| Classement général \| \| Coureur \| Coureur \| Pays \| Équipe \| Temps \| \| ------------------ \| ------------------- \| ------------------ \| ----------------------- \| ------------------ \| \| 1er \| Philippe Thys \| Belgique \| Peugeot-Wolber \| 13 h 18 min 28 s \| \| 2e \| Jean Rossius \| Belgique \| Alcyon-Soly \| + 0 s \| \| 3e \| Gustave Garrigou \| France \| Peugeot-Wolber \| + 0 s \| \| 4e \| Costante Girardengo \| Italie \| Maino-Dunlop \| + 0 s \| \| 5e \| Louis Mottiat \| Belgique \| Alcyon-Soly \| + 0 s \| \| 6e \| Paul Deman \| Belgique \| Alcyon-Soly \| + 0 s \| \| 7e \| Henri Pélissier \| France \| Peugeot-Wolber \| + 0 s \| \| 8e \| Émile Georget \| France \| Peugeot-Wolber \| + 0 s \| \| 9e \| Octave Lapize \| France \| La Française-Hutchinson \| + 0 s \| \| 10e \| Dieudonné Gauthy \| Belgique \| Alcyon-Soly \| + 0 s \| |                     |          |                         |                  |
| |                     |          |                         |                  |
| |                     |          |                         |                  |
| Classement général |                     |          |                         |                  |
| Coureur | Coureur             | Pays     | Équipe                  | Temps            |
| 1er | Philippe Thys       | Belgique | Peugeot-Wolber          | 13 h 18 min 28 s |
| 2e | Jean Rossius        | Belgique | Alcyon-Soly             | + 0 s            |
| 3e | Gustave Garrigou    | France   | Peugeot-Wolber          | + 0 s            |
| 4e | Costante Girardengo | Italie   | Maino-Dunlop            | + 0 s            |
| 5e | Louis Mottiat       | Belgique | Alcyon-Soly             | + 0 s            |
| 6e | Paul Deman          | Belgique | Alcyon-Soly             | + 0 s            |
| 7e | Henri Pélissier     | France   | Peugeot-Wolber          | + 0 s            |
| 8e | Émile Georget       | France   | Peugeot-Wolber          | + 0 s            |
| 9e | Octave Lapize       | France   | La Française-Hutchinson | + 0 s            |
| 10e | Dieudonné Gauthy    | Belgique | Alcyon-Soly             | + 0 s            |